# 司庫奇尤單抗
司庫奇尤單抗（英語：Secukinumab），商品名为可善挺（英語：Cosentyx），是治疗乾癣、僵直性脊椎炎和乾癬性關節炎的药物。以皮下注射给药。
常见的副作用包括流鼻涕、腹泻、唇疱疹和荨麻疹。其他副作用包括可能过敏和感染。不建议在怀孕或哺乳期使用。它是一种會结合并抑制介白素17A的单克隆抗体。
司庫奇尤單抗在2015年同時在美国和欧洲得到醫疗使用許可 。